# سارا حاتمی
سارا حاتمی (زادهٔ ۱۳۸۴) بازیگر اهل ایران است. او فعالیتش را با بازی در مجموعهٔ زخم کاری (۱۴۰۰) آغاز کرد و برای بازی در فیلم کت چرمی (۱۴۰۱) برندهٔ سیمرغ بهترین بازیگر نقش مکمل زن شد. او سال بعد نقش اصلی آبی روشن را بازی کرد و برای آن نامزد سیمرغ بلورین بهترین بازیگر زن شد.

## زندگی و حرفه
حاتمی در سال ۱۳۸۴ به‌دنیا آمد. او یک برادر بزرگ‌تر دارد. رشتهٔ تحصیلی حاتمی در دبیرستان، ریاضی فیزیک بود. او به‌واسطهٔ حمایت مادرش وارد حرفهٔ بازیگری شد و این حرفه را از ۱۲ سالگی آغاز کرد. به گفتهٔ او، بازیگر آمریکایی ناتالی پورتمن «همیشه بیشترین نکته را برای الگوگیری در ذهن» او داشته است. تماشای لانتوری (۱۳۹۴) باعث علاقهٔ او به بازیگری شد.
حاتمی بازیگری را از ۱۲ سالگی در تئاترهای آموزشگاهی آغاز کرد. او نمایش‌نامه پزشک نازنین را اجرا و چخوف‌خوانی هم تجربه کرد. او در کلاس‌های بازیگری اشکان خطیبی شرکت کرد و توسط وی به کیومرث مرادی معرفی شد. مرادی مسئول انتخاب بازیگر برای زخم کاری (۱۴۰۰) بود و حاتمیِ ۱۴ ساله را در نخستین تجربهٔ بازیگری‌اش، برای ایفای نقش در این سریال انتخاب کرد. او در این سریال نقش دختری «ساده» و «سردرگم» به‌نام مائده را ایفا کرد که در میان درگیری‌های خانوادگی عاشق یکی از خویشاوندانش می‌شود. حاتمی از دو سال پیش از این سریال، در تئاتر فعالیت می‌کرد و یکی از بازیگران نمایش حکایت لوطیان مرد رند بود که از آبان تا آذر ۱۳۹۷ برگزار شد. او در مراحل تولید زخم کاری، با بازیگر نقش اول، جواد عزتی، همکاری می‌کرد و پیش از آغاز فیلم‌برداری، سوارکاری را آموخت. او گفت این نقش را با پارتی‌بازی نگرفت و از بازی در این سریال چیزهای زیادی آموخته است. حاتمی برای این نقش شناخته شد.

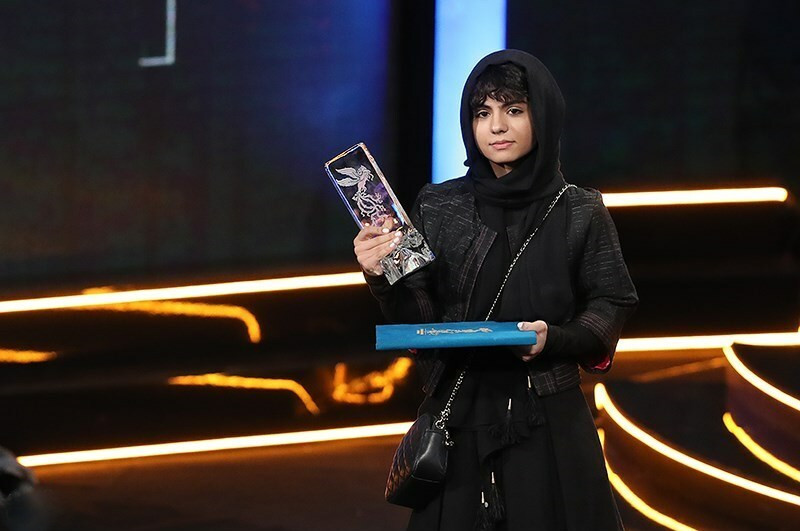
حاتمی در جشنوارهٔ فجر ۱۴۰۱ که در آن‌جا سیمرغ بلورین بهترین بازیگر نقش مکمل زن را برنده شد.

حاتمی یکی از ۱۴۰ نفری بود که برای حضور در کت چرمی تست بازیگری داد. او در این فیلم نقش نوجوانی به‌نام ثریا را ایفا می‌کند که درگیر اعتیاد به مواد مخدر شده است. این نقش، با نقشی که در زخم کاری بازی کرد، بسیار متفاوت بود. حاتمی برای این نقش، از کمپ‌های ترک اعتیاد بازدید کرد و با افراد درگیرِ اعتیاد، در تعامل بود. کارگردان حسین میرزامحمدی به او توصیه کرد خون‌بازی (۱۳۸۵) را تماشا کند. این فیلم در چهل و یکمین جشنواره فیلم فجر در بهمن ۱۴۰۱ به نمایش درآمد و او در آن‌جا، برندهٔ سیمرغ بلورین بهترین بازیگر نقش مکمل زن شد. حاتمی برای این نقش، به موفقیتی غیرمنتظره رسید؛ منتقدی در خبرگزاری فارس، نقش‌آفرینی «درخشان و تأثیرگذار» حاتمی را تنها نکتهٔ مثبت فیلم و نورنیوز نیز او را برترین بازیگر فیلم دانست.
حاتمی سال بعد در نمایش یکی بود، یکی نبود حضور داشت. او در فیلم آبی روشن به ایفای نقش پرداخت و نامزد سیمرغ بلورین بهترین بازیگر نقش اول زن جشنواره فیلم فجر شد. او گفت که بازی در نقش شخصیت‌هایی را قبول می‌کند که او را به چالش بکشد. حاتمی در سال ۱۴۰۳ در فیلم بازی خونی نقش یک چریک در واقعه ۱۳۶۰ آمل را ایفا کرد. او برای این نقش، سنگ‌نوردی و تیراندازی را آموخت و ۹۰ درصد از بدلکاری‌های آن را خودش انجام داد. او این نقش را یکی از پرچالش‌ترین کارهایی توصیف کرد که تا به حال انجام داده است. به گفتهٔ منتقدان ایرنا، نقش‌آفرینی حاتمی «تنها شخصیت نیم‌بند شکل گرفته در فیلمنامه» بود و «ارائه باورپذیر او از این نقش، بخشی از بار دراماتیک فیلم را تکمیل کرده است.»

## فیلم‌شناسی

### فیلم
| سال  | عنوان     | نقش   | توضیحات    | منبع   |
| ---- | --------- | ----- | ---------- | ------ |
| ۱۴۰۱ | کت چرمی   | ثریا  |            |        |
| ۱۴۰۲ | نساز      |       | فیلم کوتاه |        |
| ۱۴۰۲ | آبی روشن  | ستاره |            | [ ۱۷ ] |
| ۱۴۰۳ | بازی خونی | مینا  |            |        |

### تلویزیون
| سال  | عنوان    | نقش            | توضیحات |
| ---- | -------- | -------------- | ------- |
| ۱۴۰۰ | زخم کاری | مائده ریزآبادی |         |

### تئاتر
| سال  | عنوان                                    | نقش | مکان               |
| ---- | ---------------------------------------- | --- | ------------------ |
| ۱۳۹۷ | حکایت لوطیان مرد رند                     |     |                    |
| ۱۴۰۱ | چخوف‌خوانی زیر نظر نماینده فدراسیون روسیه |     |                    |
| ۱۴۰۲ | یکی بود، یکی نبود                        |     | تماشاخانه ایرانشهر |

## جایزه‌ها و نامزدی‌ها
| جشنواره                    | سال  | جایزه                                  | اثر      | نتیجه    | منبع   |
| -------------------------- | ---- | -------------------------------------- | -------- | -------- | ------ |
| جشنواره بین‌المللی فیلم فجر | ۱۴۰۱ | سیمرغ بلورین بهترین بازیگر نقش مکمل زن | کت چرمی  | پیروز    | [ ۱۰ ] |
| جشنواره بین‌المللی فیلم فجر | ۱۴۰۲ | سیمرغ بلورین بهترین بازیگر زن          | آبی روشن | نامزدشده | [ ۱۹ ] |
| جشن حافظ                   | ۱۴۰۱ | بهترین بازیگر زن                       | کت چرمی  | نامزدشده | [ ۲۰ ] |